# Порт-Орандж

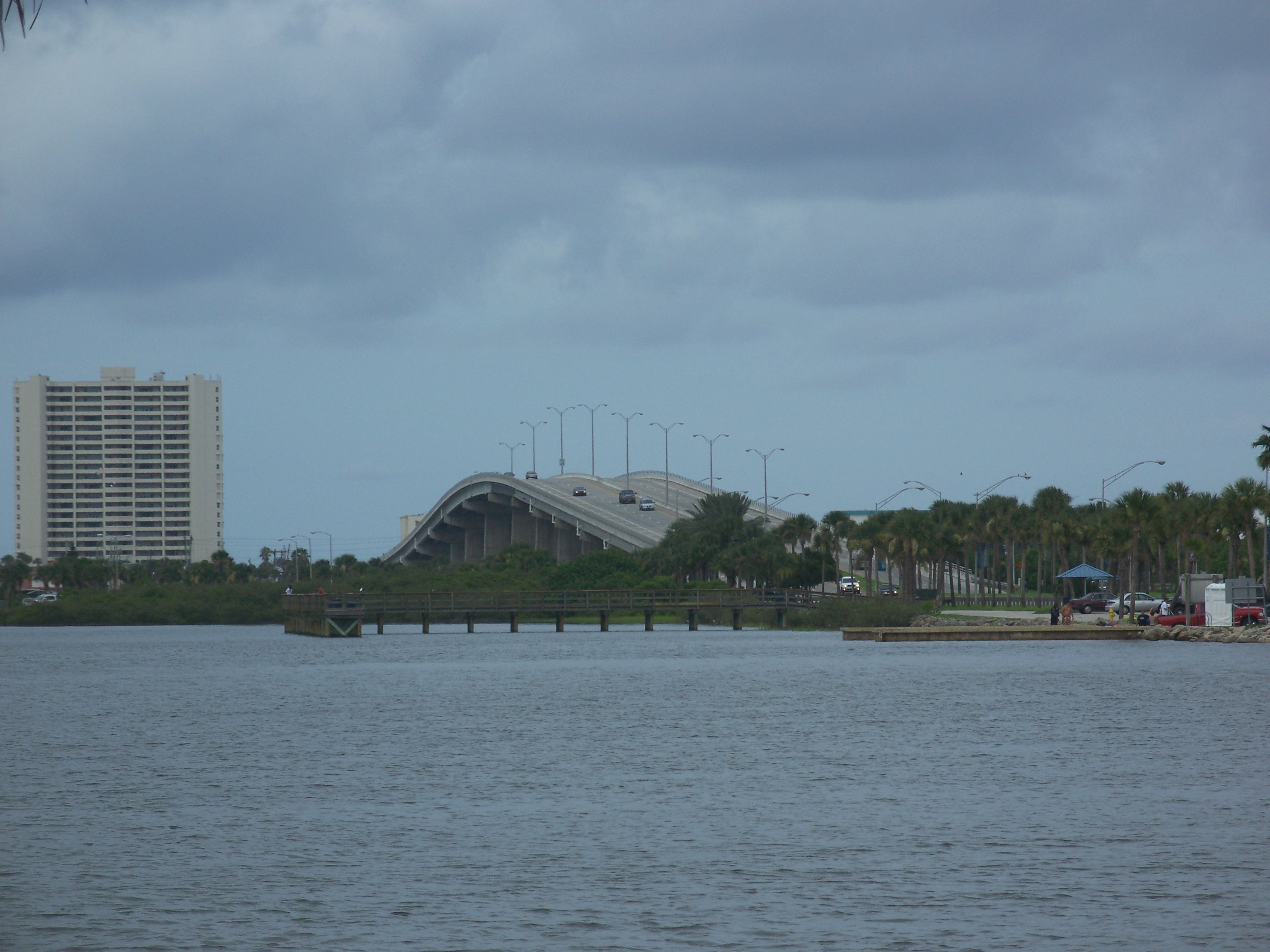

Порт-Орандж (англ. Port Orange) — місто (англ. city) в США, в окрузі Волусія на сході штату Флорида, на узбережжі Атлантичного океану. Населення — 62 596 осіб (2020). Місто входить до агломерації Делтона-Дейтона-Біч-Ормонд-Біч з населенням 443 343 особи (2009 рік), що є підагломерацією Орландо-Делтона-Дейтона-Біч з загальним населенням 2 747 614 осіб (2009 рік).

## Географія
Порт-Орандж розташований за координатами 29°6′49″ пн. ш. 81°0′48″ зх. д. / 29.11361° пн. ш. 81.01333° зх. д. (29.113488, -81.013232).  За даними Бюро перепису населення США в 2010 році місто мало площу 74,32 км², з яких 69,05 км² — суходіл та 5,27 км² — водойми.

## Демографія
Згідно з переписом 2010 року, у місті мешкало 56 048 осіб у 24 841 домогосподарстві у складі 15 444 родин. Густота населення становила 754 особи/км².  Було 27972 помешкання (376/км²).
Расовий склад населення:
| - 91,3 % — білих - 3,3 % — чорних або афроамериканців - 2,2 % — азіатів - 0,3 % — корінних американців - 1,0 % — осіб інших рас |

До двох чи більше рас належало 1,8 %. Частка іспаномовних становила 4,5 % від усіх жителів.
За віковим діапазоном населення розподілялося таким чином: 18,1 % — особи молодші 18 років, 59,3 % — особи у віці 18—64 років, 22,6 % — особи у віці 65 років та старші. Медіана віку мешканця становила 46,9 року. На 100 осіб жіночої статі у місті припадало 92,9 чоловіків;  на 100 жінок у віці від 18 років та старших — 90,7 чоловіків також старших 18 років.
Середній дохід на одне домашнє господарство  становив 58 658 доларів США (медіана — 43 353), а середній дохід на одну сім'ю — 71 054 долари (медіана — 55 154). Медіана доходів становила 44 431 долар для чоловіків та 37 347 доларів для жінок. За межею бідності перебувало 14,3 % осіб, у тому числі 20,8 % дітей у віці до 18 років та 6,2 % осіб у віці 65 років та старших.
Цивільне працевлаштоване населення становило 23 856 осіб. Основні галузі зайнятості: освіта, охорона здоров'я та соціальна допомога — 26,5 %, мистецтво, розваги та відпочинок — 14,7 %, роздрібна торгівля — 12,9 %.